# Bankon (Guinée)
Pour les articles homonymes, voir Bankon.
Bankon est une ville et une sous-préfecture de Guinée, rattachée à la préfecture de Siguiri et la région de Kankan. 

## Population
En 2016, le nombre d'habitants est estimé à 19 532, à partir d'une extrapolation officielle du recensement de 2014 qui en avait dénombré 18 263.